# Meyer Fortes
Meyer Fortes (24 de abril de 1906-27 de enero de 1983) fue un antropólogo británico nacido en Sudáfrica, famoso por su trabajo entre los Tallensi y los Ashanti en Ghana. Era de origen sefardí.
Entrenado desde un inicio en psicología, Fortes empleó la noción de "sujeto" en sus análisis estructural-funcionalistas del parentesco o kinship (según su término en inglés), la familia y el culto a los ancestros, estableciendo un patrón en los estudios sobre la organización social africana. A partir de su libro más popular, Oedipus and Job in West African Religion (1959), Fortes fusionó sus dos mayores intereses y marcó un estándar para la comparación etnológica. También ha escrito extensos trabajos sobre temas como la monarquía y la videncia.
Fortes se introdujo en la antropología de la mano de Charles Gabriel Seligman en la London School of Economics. Eventualmente, también gozó de la tutela de Bronisław Malinowski y Raymond Firth. A la par de sus contemporáneos Radcliffe-Brown, Sir Edmund Leach, Audrey Richards y Lucy Mair, Fortes mantuvo fuertes visiones funcionalistas insistentes sobre la gran importancia de la evidencia empírica para lograr análisis eficientes sobre las sociedades. El volumen que desarrollo junto a su colega E. E. Evans-Pritchard, African Political Systems (1940) estableció los principios de segmentación que se convertirían en el sello de la antropología política africana. Su trabajo en el oeste del África francoparlante y sus investigaciones sobre sistemas políticos tuvieron mayor eco alrededor de otros antropólogos británicos, especialmente en Max Gluckman, e influyeron de alguna manera en el desarrollo de la escuela que, más tarde, fue conocida como la escuela de Mánchester de antropología social. Una vez retirado de sus investigaciones de campo, Fortes invirtió mucho tiempo como conferenciante en la Universidad de Cambridge.